# Чимкурганська гребля
Чимкурга́нська гре́бля — гідротехнічна споруда в Узбекистані на річці Кашкадар'я, розташована на заході Шахрисабзької оази та до того, як Кашкадар'я вступить до Каршинської оази.
Греблю спорудили в 1963 (та реконструювали в 1969) році нижче від впадіння до Кашкадар'ї її великих лівих приток Акдар'ї, Танхизидар'ї та Яккабагдар'ї. Вона перехоплює ресурс, який ці річки несуть з Гісарського та Яккабазького хребтів, крім того, з першої половини 1970-х також може отримувати поповнення скиданням води з каналу Ескіангар, що транспортує ресурс із Зеравшану.
У межах проєкту в широкій долині Кашкадар'ї звели земляну споруду з ядром із суглинку висотою 33 метри, довжиною 7400 (за іншими даними — 7700) метрів та шириною по гребеню 10 метрів, яка потребувала 7,28 млн м3 матеріалу.
Гребля утворила сховище з площею поверхні 49,2 км2 та об'ємом 500 млн м3, з яких 450 млн м3 відносились до корисного (чому відповідало коливання рівня поверхні між позначками 471 та 488 метрів НРМ). Розміри цієї водойми досягають 17,5 км у довжину при ширині до 6,8 км та максимальній глибині 30 метрів.
Зведення греблі дозволило забезпечити зрошення 88 тисяч гектарів земель.
Нижче за течією річки на ній розташований Каршинський гідровузол.